# Комли, Джеймс
Джеймс Комли (англ. James Comley; 24 января 1991, Лондон, Великобритания) — монтсерратский футболист, полузащитник английского клуба «Хэмптон энд Ричмонд Боро» и сборной Монтсеррата.

## Биография

### Клубная карьера
Воспитанник клуба «Кристал Пэлас». За основной состав команды дебютировал 17 марта 2009 года в матче английского Чемпионшипа против «Барнсли», выйдя на замену на 78-й минуте матча вместо Ника Карла. Позже сыграл ещё 3 игры в концовке сезона. В сезоне 2010/2011 много раз попадал в заявку клуба на матчи лиги, однако ни разу не появился на поле, сыграв лишь в двух матчах Кубка Англии. После ухода из «Кристал Пэлас» некоторое время находился без команды из-за травмы, пока в 2011 году не присоединился к клубу одной из низших английских лиг «Канвей Айленд». В 2012 году подписал контракт с клубом «Кеттеринг Таун», однако не сыграв за команду ни одного матча, в том же году перешёл в «Сент-Олбанс Сити». 4 февраля 2016 года был отдан в аренду в «Мейденхед Юнайтед». По окончании сезона подписал с клубом полноценный контракт.

### Карьера в сборной
14 октября 2014 года сыграл один матч за третью сборную Англии в товарищеском матче против сборной Турции до 23 лет.
В 2015 году дебютировал за сборную Монтсеррата, отыграв два полных матча против сборной Кюрасао (1:2, 2:2), в рамках первого отборочного раунда Чемпионата мира 2018.